# Маріо Брісеньйо Ірагоррі
Маріо Брісеньйо Ірагоррі (ісп. Mario Briceño Iragorry; 15 вересня 1897, Трухільо, — 6 червня 1958, Каракас) — венесуельський діяч культури та літературиний критик. Він також був помітним письменником, політиком, журналістом, юристом, істориком, дипломатом і вчителем. Він отримав Національну премію в галузі літератури в 1948 році. На ім'я його названа муніципалітет Маріо Брісеньйо Ірагоррі в штаті Арагуа.